# Lupăria, Ilfov
Lupăria este un sat în comuna Ciolpani din județul Ilfov, Muntenia, România.

 Acest articol despre o localitate din județul Ilfov este deocamdată un ciot. Puteți ajuta Wikipedia prin completarea lui.